# Pinho (São Pedro do Sul)
Pinho é uma freguesia portuguesa do município de São Pedro do Sul, com 15,52 km² de área e 654 habitantes (censo de 2021). A sua densidade populacional é 42,1 hab./km².
Confronta com as freguesias de Vila Maior, Pindelo dos Milagres, S. Pedro do Sul e Ribafeita (concelho de Viseu).

## Demografia
A população registada nos censos foi:
| Distribuição da População por Grupos Etários | Distribuição da População por Grupos Etários | Distribuição da População por Grupos Etários | Distribuição da População por Grupos Etários | Distribuição da População por Grupos Etários |
| -------------------------------------------- | -------------------------------------------- | -------------------------------------------- | -------------------------------------------- | -------------------------------------------- |
| Ano                                          | 0-14 Anos                                    | 15-24 Anos                                   | 25-64 Anos                                   | > 65 Anos                                    |
| 2001                                         | 165                                          | 158                                          | 468                                          | 192                                          |
| 2011                                         | 96                                           | 82                                           | 389                                          | 210                                          |
| 2021                                         | 60                                           | 58                                           | 304                                          | 232                                          |

## Património
Património arquitectónico referenciado no SIPA:
- Capela de Santa Eufémia e Santo Amaro
- Capela de São Gonçalo
- Convento de Pinhosão
- Fonte dos Abades
- Igreja Paroquial de Pinho / Igreja de São João Baptista
- Ponte Romana em Pinho